# 岩本あいか
岩本 あいか（いわもと あいか、1992年10月23日 -）は、日本のタレント、シンガー、タレント。
元鹿児島のトップIDOL「S☆UTHERN CROSS」（6年間）、2017年4月に在籍していたグループを卒業。東京での歌手活動を経て、現在は一児のママとして、地元TV局で、リポーター、タレント、司会、本場大島紬クイーン、歌手活動をしている。

## 出演

### イベント
- 世界最大IDOLイベントTOKYO IDOL FESTIVAL （  TIF ）2013・2016  出演
- アイドルソロクイーンコンテスト  2016  九州１位
 …その他  県内外のお祭り、イベント、結婚式、企業イベント、ライブ  出演
- いづろハッピーディ

### 映画
- 『六月燈の三姉妹』

### TV
- 秘密のケンミンSHOW
- 鹿児島読売テレビ『サテスタ情報』『ユメイロ＠ネット』リポーター
- 『It 推し TV』『もっとIt 推しTV』リポーター

### ラジオ
- FM鹿児島 μ's UP 天文館キャッチャー   レポーター（ 2年）
- MBC Music Express 第3金曜 （2017年）
- フレンズFM 『紡いで生きる』

### CM
- 太陽ヘルスセンター 2015〜 温泉大使（2017年）
- モンスターハンター3g・4

### 雑誌
- KYUSHU IDOL FILE

### その他
- 振り付け
  - 茶わんむしのうた（ロックバージョン）-鹿児島に古くから伝わる歌で、それをアレンジした曲。
  - S☆UTHERN CROSSの楽曲・数曲（〜2017年迄）